# 丁传贤
丁传贤（1936年2月11日—），江苏海门人，无机涂层材料专家，中国工程院院士，中国科学院上海硅酸盐研究所研究员。

## 履历[1]
- 1959年，毕业于复旦大学。
- 1995年，当选中国工程院院士。